# FictionJunction
FictionJunction là tên một ban nhạc Nhật Bản thành lập bởi Yuki Kajiura. Khởi đầu nó là một dự án solo bao gồm Kajiura trong vai trò người soạn nhạc và đệm keyboard cùng với một nữ ca sĩ. Sau 3 năm tạm dừng dự án này để tập trung cho ban nhạc mới Kalafina, Kajiura đã tập hợp 3 ca sĩ của các dự án FictionJunction trước là Keiko Kubota, Wakana Ootaki, Kaori Oda cùng với Yuriko Kaida tạo nên một ban nhạc hợp ca và lấy luôn cái tên FictionJunction.
Tháng 2 năm 2018, Kajiura mang theo dự án FictionJunction kết thúc hợp đồng với công ty quản lý Space Craft Produce và tự thành lập công ty quản lý riêng mang tên FictionJunction Music. Các giọng ca của dự án cũng theo chân bà lần lượt rời đi. Năm 2019, Kalafina chính thức tan rã, đánh dấu sự chấm dứt hợp tác của Kajiura và giọng ca Wakana Ootaki  do cô là người duy nhất ở lại Space Craft Produce. Thế chỗ Wakana trong các nhạc phẩm của FictionJunction là nữ ca sĩ Joelle.

## Dự án FictionJunction

### Các dự án solo
FictionJunction ASUKA
Ca sĩ: Asuka Kato (加藤あすか Kato Asuka)) - Sinh 28 tháng 8, 1981 
FictionJunction ASUKA trình bày "Everlasting Song", một ca khúc bằng tiếng Anh trong bộ anime Elemental Gelade. Bản tiếng Nhật của bài hát đã được phát hành thành single, đạt hạng #53 trên bảng xếp hạng Oricon năm 2005. Asuka Kato sau đó phát triển sự nghiệp solo dưới nghệ danh Aira Yuuki và không tham gia vào bất kì hoạt động nào của FictionJunction. Everlasting Song trong các buổi diễn sau này được trình bày bởi các ca sĩ khác trong FictionJunction. Tháng 5 năm 2013, cô lần đầu xuất hiện trong vai trò ca sĩ khách mời tại buổi hòa nhạc có tên gọi "Kaji Fest" mừng 20 năm hoạt động nghệ thuật của Kajiura.
FictionJunction KAORI
Vocalist: Kaori Oda (織田かおり Oda Kaori) - Sinh 11 tháng 5, 1988 
FictionJunction KAORI xuất hiện lần đầu tiên trong series Tsubasa Chronicle, trình bày 2 bài hát "Tsubasa" (mùa 1) và "Dream Scape" (mùa 2). Các ca khúc tiếp theo có thể kể đến bài hát kết thúc mang tên "Calling" của series Baccano! và "Hanamori no Oka"(花守の丘?, "Hill of the Flower Guardian") của Hokuto no Ken: Toki den (xuất hiện trong album tổng hợp "Everlasting Songs" của FictionJunction.
FictionJunction KEIKO
Ca sĩ: Keiko Kubota (窪田啓子 Kubota Keiko, Oa Điền Khởi Tử) - Sinh 5 tháng 12, 1985 
FictionJunction KEIKO ghi âm "Kaze no Machi e" (風の街へ "To the City of Wind"), được sử dụng trong các tập 19 và 21 của Tsubasa Chronicle mùa thứ nhất. Keiko cũng là thành viên của Kalafina, một dự án khác đang rất được ưa thích của Yuki Kajiura.
FictionJunction WAKANA
Ca sĩ: Wakana Ootaki (大滝若菜 Ootaki Wakana, Đại Lung Nhược Thái) - Sinh 10 tháng 12, 1984 
FictionJunction WAKANA trình bày 2 ca khúc cho of Fist of the North Star True Saviour Legend, "Hikari no Yukue" (光の行方 "Where the Lights Are") and và bản tiếng Nhật của "Where the Lights Are" (một bài hát khác, mặc dù tựa đề mang nghĩa giống với bài "Hikari no Yukue"). Sau đó là "Paradise Regained", ca khúc cho El Cazador de la Bruja OST 2. Wakana cũng là thành viên của Kalafina.
FictionJunction YUUKA
Ca sĩ: Yuuka Nanri (南里 侑香 Nanri Yūka, Nam Lý Hựu Hương) - Sinh 13 tháng 3, 1984 
FictionJunction YUUKA là dự án đầu tiên, lâu dài và nổi tiếng nhất trong số các dự án FictionJunction. Ban đầu cái tên dự định là "FictionJunction featuring Yuuka", nhưng sau đó phần "featuring" bị bỏ đi để tránh rườm rà. FictionJunction YUUKA nổi tiếng với 2 bài hát "Akatsuki no Kuruma" và "Honoo no Tobira" hát cho anime lừng danh Gundam Seed. Hiện nay Yuuka Nanri đang theo đuổi sự nghiệp solo. Tuy không tham gia làm thành viên của ban nhạc FictionJunction nhưng cô vẫn thường xuyên tham gia vào các liveshow với tư cách khách mời. FictionJunction YUUKA là nhân vật chính trong nửa đầu của Yuki Kajiura live vol.4.
YURIKO KAIDA
Ca sĩ: Yuriko Kaida (貝田由里子 Kaida Yuriko, Bối Điền Do Lý Tử) - Sinh 1 tháng 11, 197x
Từ trước khi FictionJunction YUUKA xuất hiện mở đầu cho dự án FictionJunction, Yuriko từ lâu đã quen thuộc với các bài hát của Yuki Kajiura trong Noir hay giọng bè cho Saeko Chiba. Sau đó cô cũng thường xuyên hát bè cho các ca khúc của các dự án FictionJunction (YUUKA, ASUKA, KAORI, KEIKO) nhưng chưa bao giờ là một thành viên chính thức trong các dự án đó cho đến năm 2009, khi ban nhạc hợp ca cùng tên ra đời. Số lượng các ca khúc mà Yuriko hợp tác với Kajiura là khó có thể thống kê ra hết được. Năm 2010, cô xuất hiện cùng Wakana trong các ca khúc soundtrack cho Pandora Hearts và phim tài liệu Rekishi Hiwa Historia.

### Ban nhạc FictionJunction
FictionJunction được tập hợp vào năm 2009 để hát bài hát chủ đề "Parallel Hearts" cho anime Pandora Hearts. Ban nhạc gồm 4 ca sĩ Keiko Kubota, Wakana Ootaki, Kaori Oda và Yuriko Kaida. Họ là các ca sĩ hát chính trong tất cả các liveshow Yuki Kajiura. Các khách mời thường xuyên gồm có Yuuka Nanri và một vài ca sĩ khác đã từng thể hiện nhiều ca khúc của Kajiura.